# Economia del Regne Unit
El Regne Unit, una potència comercial i centre financer, és la segona economia més gran d'Europa després d'Alemanya. En les últimes dues dècades, el govern ha reduït en gran manera la propietat pública i contingut el creixement dels programes de benestar social. L'agricultura és intensiva i altament mecanitzada i eficient per als estàndards europeus, que produeix al voltant del 60% de les necessitats alimentàries amb menys del 2% de la població activa. El Regne Unit té grans reserves de carbó, gas natural i petroli, però les seves reserves de gas natural i petroli estan disminuint i el Regne Unit es va convertir en un importador net d'energia en 2005.

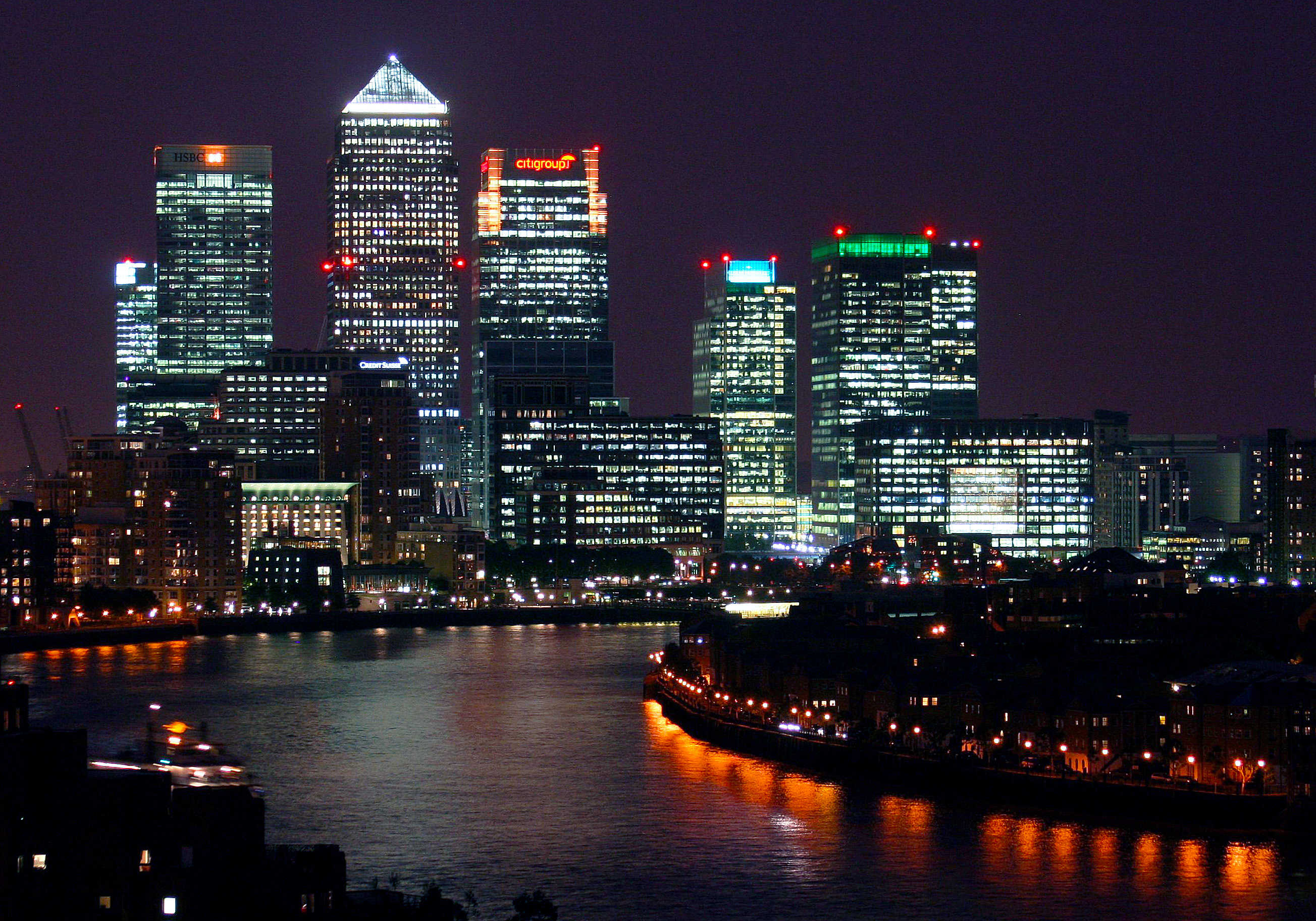
Canary Wharf, districte financer de Londres.

Els serveis, especialment els bancs, assegurances i negocis són cada vegada més importants en el PIB, mentre la indústria segueix perdent importància.

## Història econòmica recent
Després de la Segona Guerra Mundial i la pèrdua progressiva de les colònies, el país va reprendre el rumb com a potent economia mantenint una doble aliança que dura fins als nostres dies: no va perdre la seva mirada econòmica sobre Europa, però al mateix temps va reforçar les seves relacions comercials amb els Estats Units que després del conflicte exerceix com a primera potència mundial. Aquest paper econòmic li ha permès mantenir un sòlid i constant desenvolupament al llarg de la segona meitat del segle xx.
En 1960 i 1966, el Regne Unit va tractar d'incorporar-se a la CEE sense èxit, sobretot per l'oposició de França, fins que en 1970 la seva candidatura va ser admesa. En 1973, gràcies a la política europeista del Primer Ministre Edward Heath, ingrés en la Comunitat Econòmica Europea.
Durant les dècades dels 1950 fins als 1970, l'economia britànica va mantenir un alt nivell de presència del sector públic, arribant fins i tot a representar entre el 35 i el 40% del total del producte interior brut. L'arribada de la conservadora Margaret Thatcher en poder va comportar l'aplicació de polítiques neoliberals que van reduir el paper de l'Estat i van afectar el model de l'sistema de protecció social. Amb posterioritat, les diferents polítiques han recuperat parcialment la situació anterior a 1979, procurant mantenir una economia àgil i competitiva amb uns nivells de benestar amplis per a la població.